# Vlag van De Marne

Vlag van de gemeente De Marne

De vlag van De Marne werd op 26 februari 1991 bij raadsbesluit vastgesteld als de gemeentelijke vlag van de Groningse gemeente De Marne. Deze vlag bleef tot 1 januari 2019 de gemeentelijke vlag, op die datum ging de gemeente op in de nieuwe gemeente Het Hogeland. De basis van de vlag wordt gevormd door het wapen van de gemeente.
De beschrijving van de vlag is als volgt: 
een omgewende sleutel van goud, de baard voorzien van een kruisvormige opening, gaande over een golvende dwarsbalk van zilver, in een blauw veld’.
Het ontwerp was van het Consulentschap voor de Heraldiek Provincie Groningen. Op 1 januari 2019 is De Marne opgegaan in de nieuwe gemeente Het Hogeland, waarmee de gemeentevlag kwam te vervallen.

## Verwante afbeeldingen

Wapen van De Marne

Adorp 
· Aduard 
· Appingedam 
· Bedum 
· Beerta 
· Bellingwedde 
· Bierum 
· De Marne 
· Delfzijl 
· Eemsmond 
· Eenrum 
· Finsterwolde 
· Grootegast 
· Haren 
· Hefshuizen 
· Hoogezand 
· Hoogezand-Sappemeer 
· Hoogkerk 
· Kloosterburen 
· Leek 
· Leens 
· Loppersum 
· Marum 
· Menterwolde 
· Muntendam 
· Nieuwe Pekela 
· Nieuweschans 
· Oldekerk 
· Oosterbroek 
· Oude Pekela 
· Reiderland 
· Sappemeer 
· Scheemda 
· Slochteren 
· Stedum 
· Ten Boer 
· Termunten 
· Uithuizen 
· Uithuizermeeden 
· Ulrum 
· Vlagtwedde 
· Warffum 
· Wildervank 
· Winschoten 
· Winsum 
· Zuidhorn